# Ермекова, Раиса Каримовна
Раи́са Кари́мовна Ерме́кова (каз. Раиса Кәрімқызы Ермекова; род. 2 февраля 1941 год, посёлок Токаревка, Тельманский район, Карагандинская область, Казахская ССР) — советский и казахстанский врач, доктор медицинских наук (1981), профессор (1986), заслуженный деятель науки Казахской ССР, член-корреспондент Академии медицинских наук Республики Казахстан (1995).

## Биография
Родилась в 1941 году в селе Токаревка (ныне посёлок Габидена Мустафина) Тельманского района Карагандинской области.
После окончания в 1965 году Карагандинского государственного медицинского института (ныне Медицинский университет Караганды) по специальности «врач-лечебник», Раиса Ермекова в 1965-66 годах работала в КарГМИ стажёром-исследователем кафедры госпитальной терапии, в 1966—1971 годах младшим, а в 1971—1983 годах старшим научным сотрудником. С 1983 года работала заведующим лабораторией Научно-исследовательского института региональной патологии Академии наук Казахстана, по другим данным — заведующая лабораторией аллергенов отдела аллергологии и иммунологии УШИЭМИБ.
В 1980 году Ермекова защитила докторскую диссертацию на тему «Полиаллергия в эксперименте». Её основные научные интересы — теоретическая и клиническая аллергология. Раиса Ермекова — автор 250 научных работ, в том числе 4 монографий; имеет 11 авторских свидетельств. Лауреат Государственной премии Казахской ССР (1980).
Работала заведующей лабораторией Научно-исследовательского института эпидемиологии, микробиологии и инфекционных болезней Министерства здравоохранения Казахской ССР. Избиралась депутатом Алма-Атинского городского совета народных депутатов.
Подготовила 3 докторов и 27 кандидатов наук.

## Награды и звания
- лауреат Государственной премии Казахской ССР в области науки и техники (1980)[2][3]
- заслуженный деятель науки Казахской ССР[2][3]
- член-корреспондент Академии медицинских наук Республики Казахстан (1995)[2][3]

## Научные труды
Раиса Ермекова — автор 250 опубликованных научных работ, в том числе 4 монографий.
- Поллиноды (сенная лихорадка). Алма-Ата : Наука, 1974
- Аллергия к пыльце растений / Р. К. Ермекова. — Алма-Ата : Казахстан, 1976. — 32 с. : ил.; 20 см.
- Аллергенные растения Казахстана / Р. К. Ермекова, М. С. Байтенов. 158, [2] с. ил. 22 см, Алма-Ата : Наука КазССР 1988
- Полиаллергия : монография / Р. К. Ермекова, Н. Д. Беклемишев. — Алма-Ата : Казахстан, 1983. — 168 с. — Библиогр.: с. 160—165. — 0.75 р. ББК 52.721
- Поллинозы / Н. Д. Беклемишев, Р. К. Ермекова, В. С. Мошкевич. — [Б. м. : б. и.], 1985. — 240 с. М. : ил. — Библиогр.: с. 234—239. — 2.10 р.

## Семья
- Супруг — Толеген Муслимович Ермеков (1936—2001), доктор технических наук[4][5], приходящемуся внучатым племянником Алимхану Ермекову[6], казахскому общественному деятелю, одного из основателей партии «Алаш».
- Сын — Темирлан (1968 г.р.)[3]
- два внука[3]